# Pareugyrioides macrentera
Pareugyrioides macrentera är en sjöpungsart som först beskrevs av C.S. Millar 1962.  Pareugyrioides macrentera ingår i släktet Pareugyrioides och familjen kulsjöpungar. Inga underarter finns listade i Catalogue of Life.